# Staw płaski
Staw płaski (łac. articulatio plana) – rodzaj stawu, w którym powierzchnie stawowe są prawie płaskie, równe lub guzkowate, przeważnie tej samej wielkości. Ruchomość jest bardzo ograniczona, jednak ma duże znaczenie, ponieważ powoduje lepsze dopasowanie kości do podłoża lub uchwyconego przedmiotu. Rozluźnienie aparatu więzadłowego i torebki stawowej minimalnie zwiększa zakres ruchów. Przykładami stawów płaskich u człowieka są stawy kości nadgarstka czy stępu.